# Thunder in Paradise
Thunder in Paradise è una serie televisiva statunitense del 1994 che vede tra i protagonisti Hulk Hogan, Chris Lemmon e Carol Alt. I creatori della serie sono gli stessi di Baywatch.

## Trama
La serie ruota attorno alle avventure di Randolph J. "Hurricane" Spencer e Martin "Bru" Brubaker, due mercenari che lavorano in un loro resort tropicale lungo la Costa del Golfo in Florida. I due per combattere i vari criminali usano una barca futuristica ad alta tecnologia soprannominata Thunder. Tuttavia i due sono costretti a bilanciare il loro lavoro sotto copertura con le loro responsabilità familiari, infatti Randolph ha una figlia di nome Jessica che deve crescere, in quanto è rimasto vedovo. L'ex modella Kelly LaRue possiede e gestisce il Bar Scuttlebutt N 'Grill sulla spiaggia di fronte al villaggio di Randolph e Martin e dà una grande mano ai due, occupandosi di Jessica quando loro due sono in missione.

## Episodi
| Stagione       | Episodi | Prima TV originale | Prima TV Italia |
| -------------- | ------- | ------------------ | --------------- |
| Prima stagione | 22      | 1994               | 1995-1996       |

## Personaggi e interpreti

### Personaggi principali
- Randolph J. "Hurricane" Spencer, interpretato da Terry "Hulk Hogan" Bollea, doppiato da Alessandro Rossi.
- Martin "Bru" Brubaker, interpretato da Chris Lemmon, doppiato da Antonio Sanna.
- Kelly LaRue, interpretata da Carol Alt, doppiata da Emanuela Rossi.
- Jessica Whitaker Spencer, interpretata da Ashley Gorrell, doppiata da Alessia Amendola.
- Edward Whitaker, interpretato da Patrick Macnee, doppiato da Dario Penne.

### Personaggi ricorrenti
- Megan Whitaker Spencer, interpretata da Felicity Waterman.
- Jessica Whitaker Spencer, interpretata da Robin Weisman.
- Pilota, interpretato da Sam J. Jones.
- Trelawny aka D. J. Moran, interpretata da Kiki Shepard.
- Alison Wilson, interpretata da Heidi Mark.
- Mercenario/Pilota, interpretato da The Nighthawkk:
- Mercenario/Pilota, interpretato da Nathan McCallah.
- Mercenario/Pilota, interpretato da C.T. Night The Boss.

## Luoghi delle riprese
Le riprese sono state effettuate negli studi della Disney's Hollywood Studios nei pressi di Orlando. Le location principale della serie sono diventate il Grand Floridian Resort e il Walt Disney World Resort. Altri luoghi di riprese sono stati il Disney's Old Key West Resort e l'Epcot.